# Condado de Le Sueur
O Condado de Le Sueur é um dos 87 condados do estado americano do Minnesota. A sede do condado é Le Center, e sua maior cidade é Le Center.
O condado possui uma área de 1 230 km² (dos quais 60 km² estão cobertos por água), uma população de 28 674 habitantes, e uma densidade populacional de 24.7 hab/km², segundo o Censo de 2020. O condado foi fundado em 1860.